# Francisco Batista de Oliveira
Francisco Batista de Oliveira (Entre Rios de Minas, 11 de julho de 1857 — ?, 1902) foi um empreendedor brasileiro responsável, entre outros, pela fundação do Banco de Crédito Real de Minas Gerais e da Academia de Comércio de Juiz de Fora e, juntamente com Bernardo Mascarenhas, da Companhia Mineira de Eletricidade e da Usina Hidrelétrica de Marmelos.

## Biografia
Nascido em Entre Rios de Minas, mudou-se para Juiz de Fora em 1882, instalando no município a "Casa da Barateza". De espírito empreendedor, deu início então a vários projetos pioneiros, como a Academia de Comércio e o Banco de Crédito Real. Tomou grande parte também na construção do monumento ao Cristo do Redentor no Morro do Imperador e na sociedade que originou a Companhia Mineira de Eletricidade e sua Usina Hidrelétrica de Marmelos.
Desenvolveu ampla campanha em prol do café brasileiro no exterior, atuou na expansão do vale do café, organizando diversas exposições do produto em Paris.
Morreu em 1902, aos 45 anos de idade. Em sua homenagem a antiga rua do Comércio, em Juiz de Fora, foi rebatizada de Batista de Oliveira.